# ZUU
株式会社ZUU（ズー、英: ZUU Co.,Ltd.）は、東京都目黒区青葉台に本社を置く日本のフィンテック企業。「全世界90億人が夢にチャレンジできる"南極の氷が溶け落ちるほど"熱い世界」を創ることを企業理念に掲げている。

## 概要
2013年に創業され、2018年に東京証券取引所マザーズに上場。資産運用情報サイトの運営や、コンサルティングサービス「鬼速PDCAシステム」の提供を手掛け、2019年からはクラウドファンディング事業に参入し、子会社のユニコーンが株式投資型クラウドファンディングプラットフォームを運営。

## 沿革
- 2013年4月 - 東京都渋谷区東でZUUを設立し、富裕層向けの金融経済メディア「ZUU online」を開始[10]。
- 2013年9月 - 本社を東京都渋谷区桜丘町に移転
- 2014年12月 - 東京都渋谷区道玄坂に本社を移転[10]。
- 2015年11月 - 東京都目黒区に本社を移転[10]。
- 2016年4月 - 100％子会社として、シンガポールにZUU SINGAPORE PTE. LTD.を設立。富裕層向けの金融経済メディア「ZUU online」東南アジア向けをリリース[10]。
- 2018年6月 - 東京証券取引所マザーズに上場[10]。
- 2019年1月 - 融資型クラウドファンディング（ソーシャルレンディング）比較サイト「クラウドポート」を事業譲受し、「ZUU funding」をリリース[7]。
- 2019年4月 - 100%子会社として、ZUU Funders株式会社を設立
- 2019年4月 - 100%子会社として、ZUU Lending株式会社（2019年9月に株式会社ZUU IFAに商号変更）を設立
- 2019年11月 - 株式会社COOL SERVICES及び株式会社COOLを子会社[10]。
- 2020年2月 - 株式会社ユニコーンを子会社化[10]。
- 2022年4月 - 東京証券取引所の市場区分の見直しにより、東京証券取引所のマザーズ市場からグロース市場に移行
- 2023年1月 - 株式会社AWZ（2023年3月株式会社ZUU Wealth　Managementに商号変更）を子会社化
- 2025年1月 - 吸収分割より「NET MONEY」をはじめとする送客メディア事業の株式会社NET MONEYに継承し、株式会社FUNDiT、株式会社ZUU、株式会社Macbee Planetの合弁会社株式会社NET MONEYを始動[11]
- 2025年3月 - 株式会社経済界を子会社化[12]